# 無用庵隠居修行
『無用庵隠居修行』（むようあんいんきょしゅぎょう）は、海老沢泰久による日本の短編時代小説、およびそれを原作としたテレビドラマ。
初出は『オール讀物』（文藝春秋）2006年2月号で、翌年の2007年にかけて6篇が発表された。
水谷豊主演でテレビドラマ化され、第1作『無用庵隠居修行』がBS朝日で2017年9月17日に放映され、2024年までに8作が放送されている。

## あらすじ
老中・松平定信により、厳しい倹約令が発布された江戸。直参旗本・日向半兵衛は、出世のことしか考えない同僚に嫌気がさし「あらゆる欲を捨て去り、何もこだわらぬ無の境地になって死にたい」という願いを込めた「無用庵」で隠居暮らしを始めのんびりと過ごすはずだったが、彼のもとに次々と厄介事や事件が舞い込んでくる。

## 登場人物

### 主要人物
日向半兵衛
徳川家の直参旗本・大番士。高名な道場で目録を受けた剣の達人。病で妻・久栄を亡くして以来、やもめ暮らしを送っている。「無用庵」で隠居暮らしを始めのんびりと過ごすはずだったが、いろいろな厄介事や事件が舞い込んでくる。
用人の勝谷から跡継ぎの心配をされ、出戻りの奈津を薦められ意気投合するものの、欲を捨て去り隠居をした身で今さら妻を娶る気などないと言い放ち断り続けている。
勝谷彦之助
幼少時から半兵衛に付き従う用人。半兵衛の身の回りのことはもとより、日向家の家政を一手に取り仕切っている。主人の意向を先読みする機転を持つ一方、自身の利得を天秤にかける、ちゃっかりした一面も持つ。半兵衛とは主従を超えた絆で結ばれており、信頼し合っていればこその毒舌を交えたやり取りを交わす。
新太郎を日向家の養子に迎え入れ跡継ぎの問題が解決してからも、半兵衛と奈津との縁談を進めようと世話を焼く。
松田奈津
旗本・松田清四郎の息女。勝谷が半兵衛の後妻にと見合いを仕組んだことをきっかけに意気投合し、昵懇の仲となる。器量良しだが、離縁経験のある出戻りで、自らを「お転婆」と評す行動派。本気か冗談か真意は見せないものの、半兵衛との再婚には積極的。

### 半兵衛の縁者
日向新太郎 / 相馬新太郎
半兵衛の養子。書院番士。相馬弥五郎が日本橋の蝋燭問屋・伊勢屋から見習い奉公に来ていた菊に手を着け産ませた子供で、菊から引き離され弥五郎の屋敷で育てられたが、義母の志摩と弥五郎の子である数馬が嫡男として届けられており、数馬より二つ年上にもかかわらず次男とされていた。相馬家の家督相続にとって邪魔な存在と志摩に見なされるようになり、命を狙われていた。

### その他
藤兵衛
元御庭番衆。半兵衛の悪行退治に力を貸す。
お咲
料亭・初花の女将。半兵衛の奈津以外に気になる女性。
道庵
町医師。
おせき
百姓。
木村文蔵
同心。
松田清四郎
旗本。奈津の父親。
松田郁
清四郎の妻。奈津の母親。
長谷川平蔵
火付盗賊改。半兵衛のよき理解者。
松平定信
老中。白河藩主。逼迫する財政状況を回復させんと辣腕を振るう。半兵衛のことを高く評価している。

## 書誌情報
- 海老沢泰久 『無用庵隠居修行』
  - 単行本：2008年10月10日、文芸春秋[3]、ISBN 978-4-16-327510-9
  - 文庫本：2010年08月10日、文春文庫[4]、ISBN 978-4-16-741415-3

## テレビドラマ
第1作『無用庵隠居修行』がBS朝日で2017年9月12日に放送され、2024年までに計8作が制作・放送されている。
番組はBS朝日制作だが、テレビ朝日地上波でも不定期に再放送が行われている。

### レギュラーキャスト
- 日向半兵衛 - 水谷豊
- 勝谷彦之助 - 岸部一徳
- 松田奈津 - 檀れい
- 藤兵衛 - 田山涼成
- お咲 - 中山忍
- 日向新太郎 - 田中偉登
- おふみ - 松風理咲 （第3作 - ）
- 村田道庵 - 左とん平（第1作）[注 1]
- 村田久庵 - 佐藤B作（第2作 - ）[注 1][注 2]
- おせき - 橋本マナミ（第1作 - 第4作・第7作 - ）
- 木村文蔵 - 山中崇史
- 松田清四郎 - 橋爪淳
- 松田郁 - 市毛良枝
- 長谷川平蔵 - 榎木孝明
- 松平定信 - 杉本哲太
- 語り - 夏木マリ

### ゲスト出演者

#### 第1作『無用庵隠居修行』
- 柴田美濃守 - 篠井英介
- 斉藤与之助 - 野間口徹
- 淡島 - 濱田マリ
- 五味小四郎 - 忍成修吾
- 高麗屋 - 渡辺哲

#### 第2作『無用庵隠居修行2』
- 田代孫三郎（寺社奉行） - 本田博太郎
- 浄源（蘭応寺 住職） - でんでん
- 花村清右衛門（大身旗本の次男・奈津の見合い相手） - 渡辺大
- 岡井鉄三郎（出石藩 家中） - 上村厚文
- 岡井弥八郎（鉄三郎の息子） - 稲葉友
- 田中平三郎（出石藩 江戸家老） - 伊藤正之
- 高橋忠之進（出石藩 留守居役） - 森岡豊
- 佐藤茂左衛門（書士番士 支配） - 斉藤暁
- 善八（「三国屋」下男） - 斎藤清六
- 源助（「栄華堂」主人） - 植本純米
- 沼部伊代（弥八郎の許嫁） - 朝倉あき
- お豊（箱根の宿「三国屋」女将） - 岸本加世子

#### 第3作『無用庵隠居修行3』
- 渡辺志乃（伴助の妻） - 手塚理美
- 柴田式部（二本松藩・江戸家老） - 六平直政
- 坂本喜三郎（蝋燭問屋・坂本屋 主人） - 石井愃一
- 渡辺伴助（二本松藩士・勘定方） - 鶴見辰吾
- 渡辺小四郎（伴助の息子） ‐ 加部亜門
- おゆう（美仙楼 女将） - 遊井亮子
- あけみ（美仙楼 女郎） - 小川菜摘
- お駒（美仙楼 仲居頭） ‐ 小柳友貴美
- 松本与之助 ‐ 村上新悟
- 伊藤平十郎（普請奉行） ‐ 峰蘭太郎
- 橋本主善（作事奉行） ‐ 白井滋郎
- 田山重蔵 ‐ 谷口高史
- 金右衛門（蝋燭問屋・泉屋 番頭） ‐ 越村公一
- おふみ（漆問屋の奉公娘） - 松風理咲
- 丹羽長貴（二本松藩 藩主） ‐ 秋野太作
- 天野彦右衛門（勘定奉行） - 高嶋政伸

#### 第4作『無用庵隠居修行4』
- 安田善四郎（半兵衛の幼なじみ） - 段田安則
- 安田里（善四郎の後妻・正太郎の義母） - 石田ひかり
- 安田正太郎（善四郎の息子） - 森永悠希
- 黒田右門（豊前中津藩・留守居役） - 松澤一之
- お志乃（夜鷹） ‐ 黒坂真美
- 前田源八郎 ‐ 丸川敬之
- 大久保外記 ‐ 竜川剛
- 仁三郎 ‐ 田井克之
- 長井伊三郎 ‐ 白井滋郎
- 万蔵（次郎庵 店主） ‐ 福本清三
- 佐藤茂左衛門（御番頭） - 斉藤暁
- お加代（悪霊払いの祈祷師） - 清水ミチコ
- 峰蔵（悪霊払いの祈祷師） - 堀部圭亮
- 常吉（悪霊払いの祈祷師） - 村杉蝉之介
- 音五郎（柄巻師） - 石倉三郎

#### 第5作『無用庵隠居修行5』
- 桧垣精之進（奈津の元夫・留守居） - 武田真治[10]
- 大曽根（大奥・御年寄） - 友近 [10]
- お順（大奥に奉公に上がる娘） - 池間夏海[10]
- 伊兵衛（薬種問屋「近江屋」店主） - 春海四方
- 利兵衛（薬問屋「相模屋」店主・お順の父） - 鶴田忍
- 田中俊太郎（側用人） - 佐藤銀平
- 村西彦之助（番士） - 木本武宏
- 弥吉（「近江屋」番頭） - 西村匡生
- 佐藤久兵衛（勘定方） - 有薗芳記
- お琴（お春の母） - 楠見薫
- 喜八（お春の父） - 植本純米
- およね（利兵衛の女房） - あめくみちこ
- おりく - 松金よね子
- 筒井恭輔 - 螢雪次朗
- 藤崎（大奥・御年寄） - 新山千春

#### 第6作『無用庵隠居修行6』
- 小早川秀長 - 温水洋一
- 松平定行（書院番頭、定信の次男） - 矢野聖人
- おりん（吉原の遊女） - 柳ゆり菜
- あけみ（美仙楼 女郎） - 小川菜摘
- りく（上杉の妻） - 黒川智花
- 甚五郎（大工） - 峰蘭太郎
- 志津 - 駒塚由衣
- 高木宗八郎（書士番士） - まいど豊
- 田中一朗太（書士番士） - ミスターちん
- 佐藤平助（書士番士） - 森廉
- 仙吉 - 山口良一
- 鶴五郎（番頭） - 冨家規政
- 木下彦右衛門 - 菅原大吉（第8作）
- 上杉角之助 - 永井大
- 水野忠友 - 山下禎啓

#### 第7作『無用庵隠居修行7』
- 花枝（町娘） - 大友花恋
- 幸之助（半兵衛の隠居の師匠） - 前田吟
- 秋川平九郎（新太郎の部下・定火消） - 河相我聞
- あけみ（美仙楼 女郎） - 小川菜摘
- 仙吉 - 山口良一
- 茂蔵（材木問屋の商人） - 金田明夫

#### 第8作『無用庵隠居修行8』
- 佐々木佐兵衛 - 勝村政信
- 倉田重光 - 金子貴俊
- 加代 - 宮下結衣
- 彦八 - 梶原善
- 永田源三郎 - 小林亮太
- お艶 - 内田慈
- 弥吉（インチキ修理屋） - 狩野英孝
- 菊右衛門 - 火野正平

### 放送日程
| 話数  | 放送日        | タイトル        | 原作           | 脚本     | 演出     |
| ----- | ------------- | --------------- | -------------- | -------- | -------- |
| 第1作 | 2017年9月17日 | 無用庵隠居修行  | 無用庵隠居修行 | 土橋章宏 | 吉川一義 |
| 第2作 | 2018年9月08日 | 無用庵隠居修行2 | 女の櫛         | 土橋章宏 | 吉川一義 |
| 第3作 | 2019年9月13日 | 無用庵隠居修行3 | 千両鶯         | 土橋章宏 | 吉川一義 |
| 第4作 | 2020年9月22日 | 無用庵隠居修行4 | 辻斬り         | 土橋章宏 | 吉川一義 |
| 第5作 | 2021年9月21日 | 無用庵隠居修行5 |                | 土橋章宏 | 吉川一義 |
| 第6作 | 2022年9月20日 | 無用庵隠居修行6 |                | 土橋章宏 | 吉川一義 |
| 第7作 | 2023年9月28日 | 無用庵隠居修行7 |                | 土橋章宏 | 吉川一義 |
| 第8作 | 2024年9月23日 | 無用庵隠居修行8 |                | 土橋章宏 | 吉川一義 |

### スタッフ
- 脚本：土橋章宏
- 音楽：遠藤浩二
- 監督：吉川一義
- 殺陣：上野隆三
- 所作指導：星野美恵子
- 技術協力：IMAGICAウェスト（第1作-第2作）
- エグゼクティブプロデューサー：桑田潔（テレビ朝日）
- プロデューサー：高野渉（テレビ朝日）、渡邊竜（松竹）、山田尚史（松竹）
- 製作協力：松竹京都撮影所
- 製作：テレビ朝日・BS朝日・松竹株式会社